# Robert Walpole (5e comte d'Orford)
Robert Horace Walpole, 5e comte d'Orford (10 juillet 1854 - 27 septembre 1931) est un pair britannique, diplomate du ministère des Affaires étrangères et officier de la Royal Navy.

## Biographie
Il est le fils du commandant Frederick Walpole, député de North Norfolk (fils de Horatio Walpole (3e comte d'Orford)) et de sa cousine Laura Sophia Frances, fille de Francis Walpole (petit-fils de Horatio Walpole (1er baron Walpole) et neveu de Horatio Walpole, 1er comte d'Orford). Il devient comte à la mort de son oncle, le 7 décembre 1894. Il fait ses études au Collège d'Eton.
Il est lieutenant dans la Royal Navy, puis capitaine du 4e bataillon du Norfolk Regiment. Il fait partie de l'ambassade spéciale du comte de Rosslyn au mariage du roi Alphonse XII et de Mercedes d'Orléans le 9 janvier 1878, revenant le 6 février de cette année. Le 10 août 1878, il est attaché en tant que secrétaire privé à son cousin Henry Drummond Wolff, commissaire en Roumélie orientale et sert à ce même titre lors de l'affectation de Wolff en Égypte en 1885,.
Il est lieutenant adjoint et juge de paix,.

## Vie privée
Orford se marie le 17 mai 1888 avec Louisa (décédée en 1909), fille de DC Corbin, de New York, USA; ils ont un fils, Horatio Corbin Walpole, décédé en 1893 à l'âge de deux ans, et une fille, Dorothy (1889-1959). Il se remarie, le 15 septembre 1917, à Emily Gladys (1891-1988), fille du révérend Thomas Henry Royal Oakes, recteur de Thurgarton, Norfolk. Leur fille aînée, Gladys, est décédée en 1919 à l'âge de moins d'un an; la deuxième fille, Anne (1919-2019) est horticultrice et épouse, en 1939, le colonel Joseph Eric Palmer (1903-1980), avec qui elle a deux fils; elle se remarie, en 1990, avec le dendrologue Robert James Berry (1916-2018),.
À sa mort, le comté s'éteint.